# Échelle de panique et d'agoraphobie
L'Échelle de panique et d'agoraphobie (ou Panic and Agoraphobia Scale) est une échelle développée pour mesurer la gravité de l'agoraphobie, avec ou sans attaques de panique.

## Arrière-plan
L'échelle de panique et d'agoraphobie est principalement utilisée dans la surveillance de l'efficacité des médicaments et des traitements psychothérapeutiques contre l'agoraphobie, ainsi que comme outil de dépistage. Elle est disponible en version auto-évaluative, et dans une version qu'un clinicien doit faire passer ; l'échelle est compatible avec les classifications du DSM-IV et de la CIM-10.

### Traductions
En plus de la version anglaise, les traductions sont disponibles dans de nombreuses langues comme le français, l'allemand, le grec, l'hébreu, l'italien, le yiddish, le chinois, le thaï.

## Cotation
Le score total de l'échelle indique la gravité de la maladie. L'échelle contient 13 questions (items) basées sur l'échelle de Likert (de 0 à 4). Deux ou trois items contribuent à cinq sous-échelles qui couvrent le spectre des symptômes de l'agoraphobie :
1. attaque de panique
2. évitement agoraphobe
3. anticipation anxieuse
4. handicap
5. hypocondrie

## Efficacité
L'échelle de panique et d'agoraphobie est efficace pour mesurer la gravité de l'agoraphobie et des attaques de panique,.